# 시모카와 나오야
시모카와 나오야(일본어: 下川 直哉, しもかわ なおや, 1974년 3월 8일 출생은 주식 회사 아쿠아플러스의 사장이다. 야마구치현 출신이다.